# Manjul Bhargava
Manjul Bhargava, (hindi: मंजुल भार्गव) né le 8 août 1974 à Hamilton, est un mathématicien indo-canado-américain, lauréat de la médaille Fields en 2014. Il est principalement connu pour ses contributions en théorie des nombres, ainsi que pour ses résultats sur la conjecture de Birch et Swinnerton-Dyer. 

## Biographie
La mère de Bhargava, Mira Bhargava, est mathématicienne à l'université Hofstra, aux États-Unis, tandis que son père est chimiste. Bhargava est né à Hamilton, en Ontario, au Canada, mais a grandi à Long Island à New York.

## Travaux
Dans sa thèse de doctorat, intitulée Higher Composition Laws, qu'il soutient en 2001, il généralise la loi de composition classique de Gauss, appliquée aux formes quadratiques, à beaucoup d'autres situations. Cette loi est connue sous le nom de loi de composition de Bhargava. L'une des utilisations majeures de ces résultats est le paramétrage des ordres quartique et quintique dans les corps de nombres, permettant ainsi l'étude du comportement asymptotique des propriétés arithmétiques de ces ordres et corps.
En juillet 2010, Manjul Bhargava et Arul Shankar ont annoncé une preuve que le rang (en) moyen du groupe de Mordell-Weil d'une courbe elliptique sur Q est majoré par 7/6. En combinant ceci avec la preuve annoncée de la conjecture principale de la théorie d'Iwasawa pour GL(2) par Chris Skinner et Éric Urban, ils concluent qu'une proportion non nulle de courbes elliptiques sur Q sont de rang analytique nul (d'après le résultat de Kolyvagin, ces courbes vérifient la conjecture de Birch et Swinnerton-Dyer).

## Prix et distinctions
- Médaille Fields (2014)
- Prix Infosys (2012)
- Prix Fermat (2011)
- Prix Frank Nelson Cole (2008)
- Clay Research Award (2005)
- Prix SASTRA Ramanujan (2005)
- Prix Blumenthal (2005)
- Prix Hasse (2003)[5]
- Prix Morgan (1996)
- Prix Hoopes (en) (1996)

## Honneurs
Il a obtenu plusieurs doctorats honoris causa :
- Université de Toronto ( Canada)[6]
- Université du Panjab ( Inde, mars 2014)[7]
- Bates College ( États-Unis, 24 juillet 2015)[8]
- Institut indien de technologie de Madras ( Inde, 24 juillet 2015)[9]